# دوري زيمبابوي الممتاز
الدوري الزيمبابوي الأول لكرة القدم هي مسابقة كرة القدم بين أندية زيمبابوي .
البطل الحالي هو نادي ديناموز.